# 山榕
山榕为桑科榕属的植物。分布在中南半岛、印度尼西亚、泰国、缅甸、马来西亚、印度、斯里兰卡、加里曼丹以及中国大陆的广东、海南、云南，见于中海拔山谷或溪边潮湿地带，目前已由人工引种栽培。

## 别名
羊乳子（海南）图版 45：1-3 奇叶榕（云南种子植物名录）

## 异名
- Ficus heterophylla L. f. var. assamica (Miq.) Corner